# Elvis Nelson Anes
Elvis Nelson Ames (28 de marzo de 1988) es un futbolista Indonesia, se desempeña como lateral derecho y defensa central, actualmente juega en Indonesia.

## Clubes
| Club            | País      | Año         |
| --------------- | --------- | ----------- |
| Persija Jakarta | Indonesia | 2009 - 2010 |
| Mitra Kukar     | Indonesia | 2010 - 2011 |
| Mitra Kukar     | Indonesia | 2011 -      |